# Marocco ai Giochi della XXX Olimpiade
Il Marocco partecipò ai Giochi della XXX Olimpiade, svoltisi a Londra, Regno Unito, dal 27 luglio al 12 agosto 2012, con una delegazione di 63 atleti impegnati in dodici discipline.